# Turmhügel Partenfeld
Der Turmhügel Partenfeld, auch Steinhaus genannt, ist eine abgegangene Turmhügelburg (Motte) bei Partenfeld, einem Gemeindeteil des Marktes Thurnau im Landkreis Kulmbach in Bayern.
Von der 1967 abgebrochenen Mottenanlage sind noch der Turmhügel mit einem Durchmesser von 15 Metern sowie Wall- und Grabenreste erhalten.